# Lao Central Airlines
Lao Central Airlines (laotisch ສາຍການບິນສປປລາວສູນກາງ) war eine laotische Fluggesellschaft mit Sitz in Vientiane und Basis auf dem Flughafen Vientiane.

## Geschichte
Lao Central Airlines wurde 2010 als Phongsavanh Airlines gegründet und 2011 in Lao Central Airlines umbenannt. Im Juli 2014 stellte sie den Flugbetrieb ein, um sich neu zu strukturieren. So bestellte sie drei weitere Suchoi Superjet 100-95 und plante neue Ziele in Südostasien anzufliegen, die zum Teil nicht von der staatlichen Lao Airlines angeflogen werden. Der Flugbetrieb sollte im Sommer 2015 wieder aufgenommen werden; hierzu kam es nie.

## Flugziele
Lao Central Airlines bediente ab Vientiane Ziele sowohl innerhalb Laos als auch in Südostasien.

## Flotte

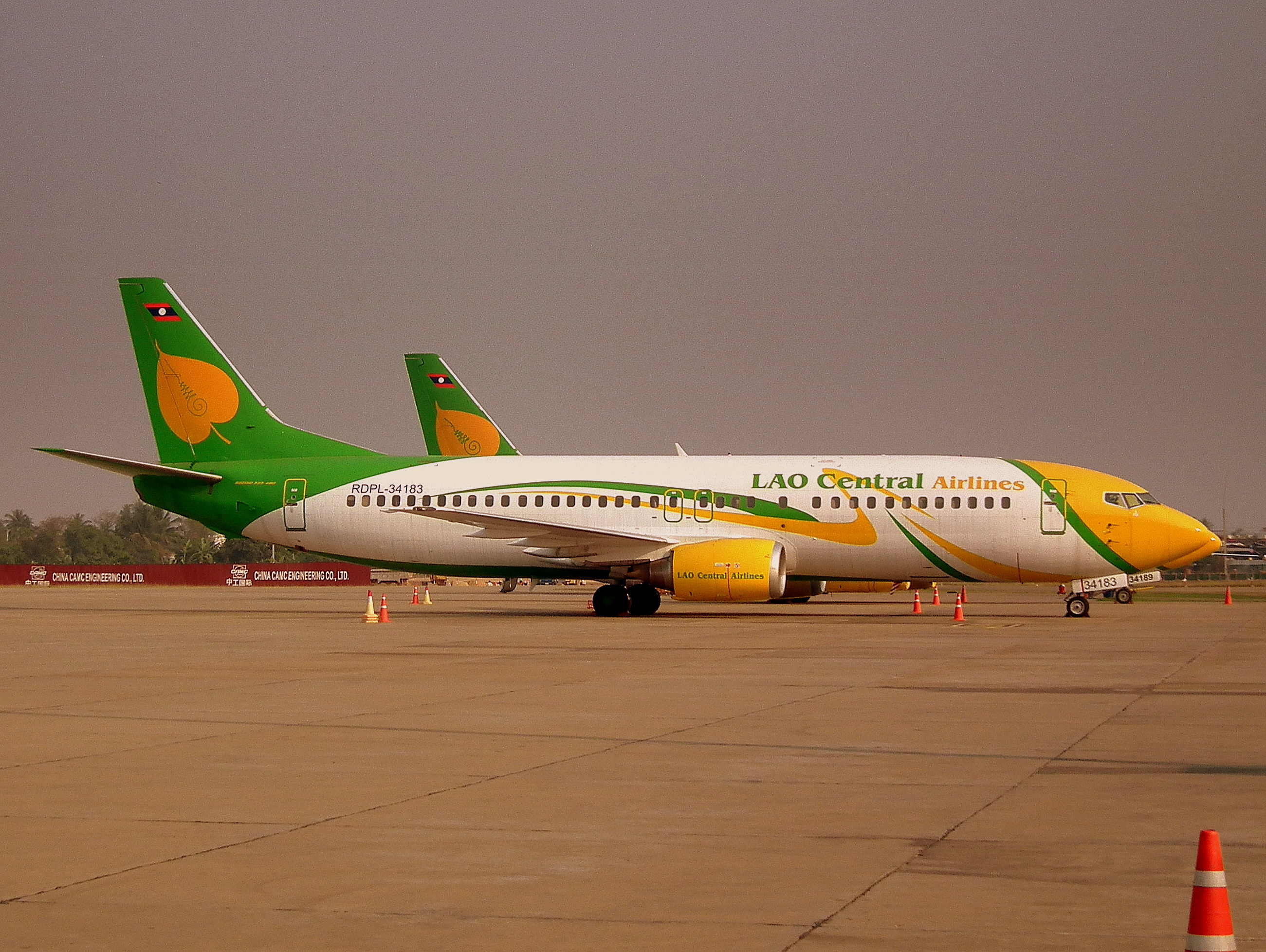
Die inaktiven Boeing 737-400 der Lao Central Airlines

Bei Einstellung des Flugbetriebes im Juli 2014 bestand die Flotte der Lao Central Airlines aus folgenden Flugzeugen:
| Flugzeugtyp            | Anzahl | bestellt | Anmerkungen |
| ---------------------- | ------ | -------- | ----------- |
| Boeing 737-400         | 2      |          | inaktiv     |
| Suchoi Superjet 100-95 | 1      | 3        |             |
| Gesamt                 | 3      | 3        |             |